# Kazuo Taoka

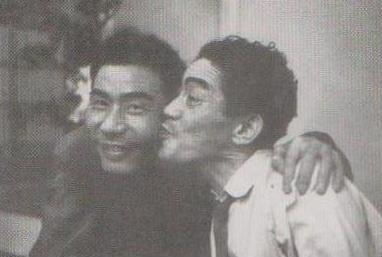
Ken'ichi Enomoto bacia in viso Kazuo Taoka durante una festa nel 1951

Kazuo Taoka (田岡 一雄?, Taoka Kazuo; Higashimiyoshi, 28 marzo 1913 – Amagasaki, 23 luglio 1981) è stato un mafioso giapponese. Conosciuto come il "padrino dei padrini" e "il padrino giapponese", Taoka è stato il terzo kumicho della Yamaguchi-gumi, la più grande organizzazione della yakuza giapponese, dal 1946 al 1981.

## Biografia

### Gioventù
Nato da umili contadini in un villaggio di montagna presso Higashimiyoshi, sull'isola di Shikoku, era il secondogenito della famiglia. Suo padre morì prima della sua nascita, mentre sua madre scomparve quando lui aveva quattro o sei anni (a seconda delle fonti). Rimasto orfano, fu cresciuto dai parenti, presso i quali subì regolarmente violenze da parte di suo zio alcolizzato. Dopo aver terminato gli studi, iniziò a lavorare come apprendista tornitore in un cantiere navale, ma, insofferente ai maltrattamenti dei suoi superiori, fu presto cacciato per insubordinazione.

### Carriera
Nel 1929, smise di lavorare e si unì a una delle bande di strada a Kōbe. All'inizio degli anni '30, faceva già parte della cerchia di Noboru Yamaguchi, il capo della Yamaguchi-gumi. In quel periodo si guadagnò il soprannome di "Orso" (クマ?, Kuma), per la sua abitudine di colpire gli avversari agli occhi durante le risse.
Nel 1934, fu condannato a un anno di prigione per aver inflitto gravi lesioni corporali. Il 25 febbraio 1937, Taoka venne arrestato per omicidio e condannato a otto anni, scontando tuttavia solo sei anni di prigione e uscendo in libertà grazie a un'amnistia, il 14 luglio 1943. L'anno successivo, nel maggio del 1944, sposò Fumiko Fukayama.
Dopo la seconda guerra mondiale, la Yamaguchi-gumi si era praticamente sgretolata, ma Taoka intraprese misure efficaci per il suo ripristino e nell'ottobre 1946 ne divenne il kumicho. Sotto la sua guida, l'organizzazione cominciò a crescere e a consolidare la sua posizione, assorbendo altre bande più piccole. Inoltre, Taoka investì nell'industria dello spettacolo e fondò un'agenzia di talenti. Già negli anni '50, Taoka era considerato una forza non trascurabile nella regione e, a metà degli anni '60, 343 diverse bande erano sotto la protezione della Yamaguchi-gumi. Entro la fine del decennio, il numero dei membri era cresciuto a 10 000. Notoriamente sospettoso e cauto nei confronti di clan della yakuza rivali, rifiutò esplicitamente di unirsi alla Kantō-kai, una confederazione inter-yakuza creata nel 1963.
Nel 1963, il gruppo finì sotto stretta sorveglianza della polizia, e il 28 dicembre 1966, a Taoka fu contestata l'accusa di evasione fiscale, a cui si aggiunsero negli anni successivi altre accuse (ad esempio, il 25 aprile 1969, fu accusato di estorsione). Da quel momento iniziò per lui un lungo processo legale, che continuò fino alla sua morte. Tuttavia, egli non abbandonò la leadership della Yamaguchi-gumi e continuò a essere attivo. In particolare, nel 1972, a seguito di un periodo di tensione fra entrambe le bande, fu siglata un'alleanza ufficiale tra la Yamaguchi-gumi e l'Inagawa-kai nella sua residenza.
L'11 luglio 1978, sopravvisse a un attentato in un night club di Kyoto perpetrato da un membro della Matsuda-gumi, un gruppo della yakuza rivale, che gli sparò al collo. L'attacco, un atto di vendetta per la morte del capo della Matsuda-gumi nel 1975, portò a scontri violenti fra le due organizzazioni. Il suo aggressore fu trovato morto diverse settimane dopo in un bosco nei pressi di Kōbe.
Taoka dovette riprendersi dalle ferite per molti mesi. Sebbene non fosse il primo attentato a cui era sopravvissuto, questo avvenimento segnò l'inizio del lento declino della Yamaguchi-gumi.

### Morte
I ranghi più alti della yakuza iniziarono a pensare a una possibile successione, dato che Taoka era affetto da problemi cardiaci da diversi anni. Quando morì nel 1981 a causa di un infarto, sua moglie Fumiko, supportata da un consiglio di otto membri, assunse la guida dell'organizzazione fino alla nomina di un nuovo capobanda. Nel 1984, la posizione fu presa da Masahisa Takenaka.

## Vita privata
Dal 1983 al 1990, sua figlia Yuki (1954) fu sposata con Kitarō, noto musicista new age. Suo figlio Mitsuru (1943–2012) era un produttore cinematografico in Giappone ed era sposato con l'attrice Eiko Nakamura, fino al suo suicidio nella loro casa per intossicazione da monossido di carbonio nel 1975.